# 舊山頂餐廳

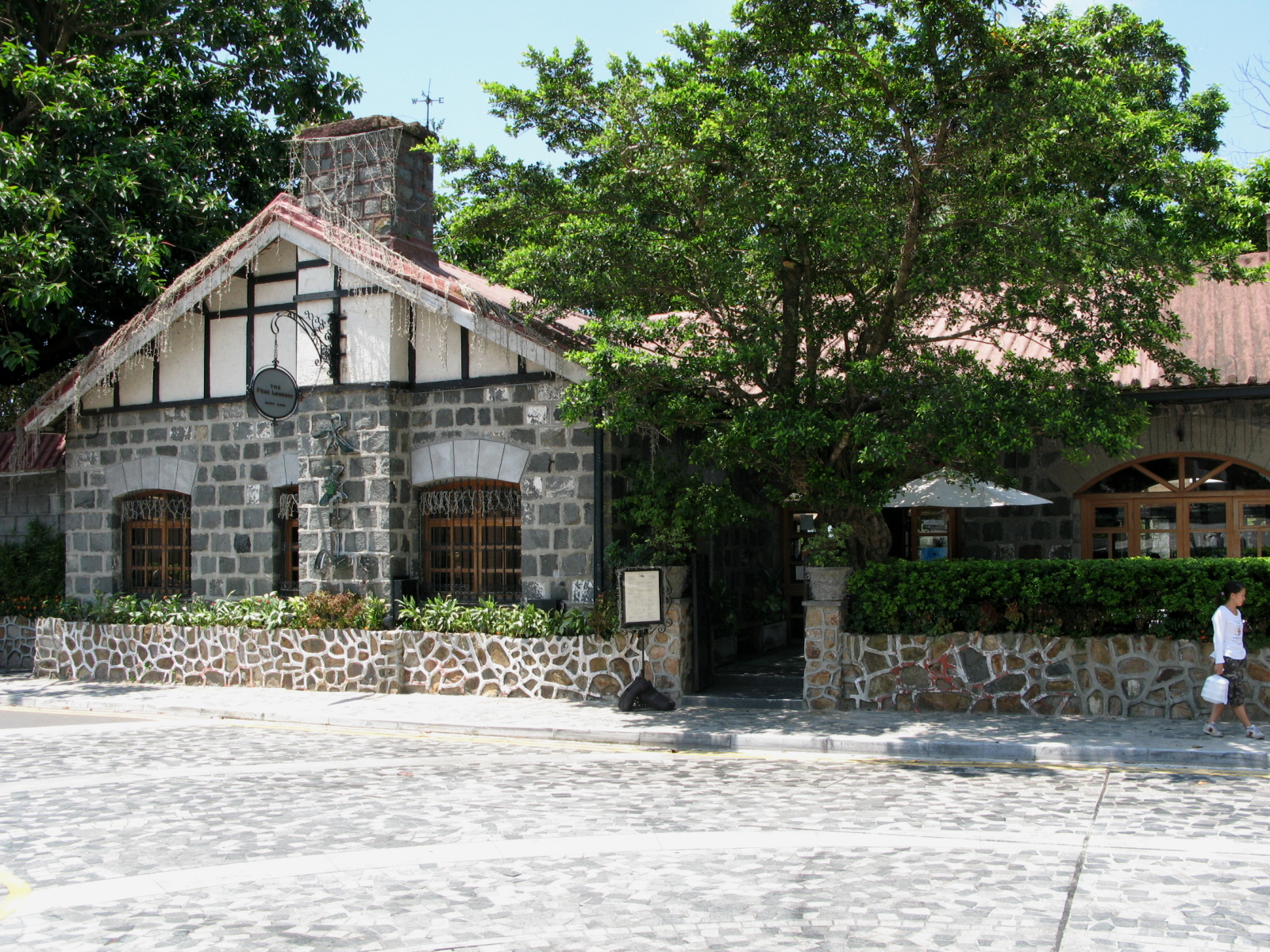
太平山餐廳日景

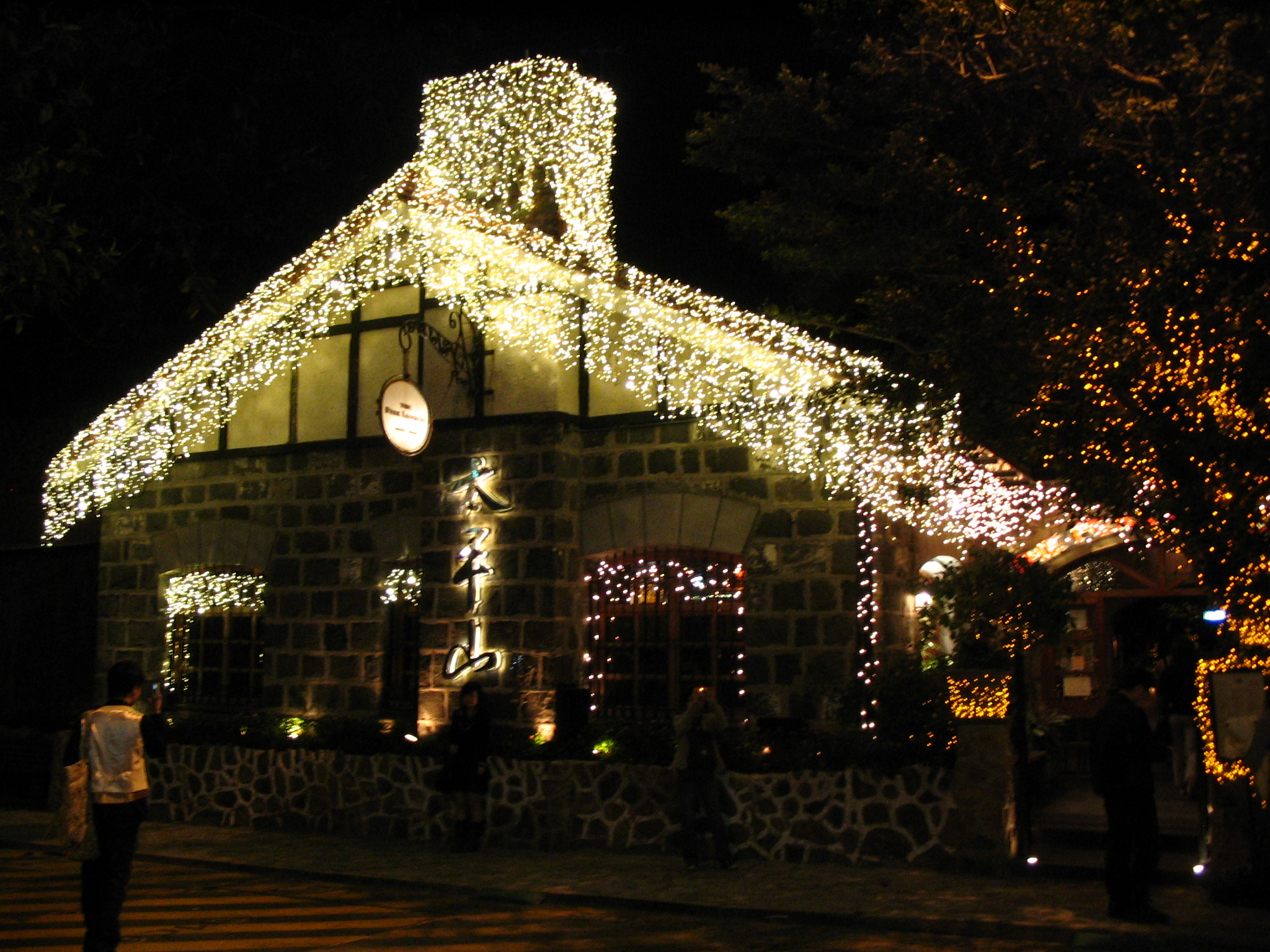
太平山餐廳夜景

22°16′16″N 114°08′58″E / 22.27111°N 114.14944°E
舊山頂餐廳是香港一座歷史建築，位於香港島太平山爐峰峽山頂道121號，於1981年獲列為香港二級歷史建築。

## 歷史
舊山頂餐廳原址本來是山頂纜車於1888年興建時供英國工程師工作及休憩的地方。
該地及後移交政府，於1901年拆卸重建為公共及私人轎子停放處及轎伕休息的棚屋，以便當時居民由山頂纜車轉乘轎子回家。
隨著轎子的式微，該址1947年起改作露天茶座及西餐廳的用途，並名為山頂餐廳。餐廳對建築物的改動不大，只是裝上木地版、玻璃門等等。
1989年，舊山頂餐廳因租約期滿而結業，並由饕餮管理有限公司投得經營權，但新經營者沒有保存建築物的完整性，餐廳內部裝潢變得面目全非。到了2003年，該址則由太平山餐廳（The Peak Lookout）繼續經營。

## 建築
現存舊山頂餐廳的建築物，與1901年剛落成時的原貌，有不少差異之處，例如昔日以混凝土建成的開放式拱門，現已裝設大門；而原本使用鋼筋承托的木製桁架，現在改用了磚塊及混凝土支撐，並豎立於承重的石壁上。

## 附近景點
舊山頂餐廳鄰近凌霄閣及山頂廣場。

## 外部連結
维基共享资源上的相關多媒體資源：舊山頂餐廳